# Kazimierz Krasicki
Kazimierz Krasicki (też: Józef Kazimierz) (ur. 4 stycznia 1906 w Kolędzianach, k. Czortkowa, zm. 16 grudnia 2000 w Nowym Jorku) – jeden z ostatnich dyplomatów II Rzeczypospolitej.

## Życiorys
Po ukończeniu paryskiej Ecole des Sciences Politiques (1927) w 1930 roku uzyskał magisterium prawa na Uniwersytecie Warszawskim i rozpoczął służbę w Polskim Ministerstwie Spraw Zagranicznych. W latach 1933–1938 pracownik konsulatu w Brukseli i attaché brukselskiej ambasady, w 1935 odznaczony belgijskim Krzyżem Kawalerskim Orderu Korony. Następnie asystent Ministra Spraw Zagranicznych Józefa Becka (na stanowisku referendarza MSZ). Odznaczony norweskim Krzyżem Kawalerskim Orderu Św. Olafa w 1939.
Od 1939 konsul w Nowym Jorku. W lipcu 1945 uczestniczył w ceremonii odsłonięcia Pomnika Grunwaldzkiego króla Władysława Jagiełły w nowojorskim Parku Centralnym. Wkrótce potem, po uznaniu przez Stany Zjednoczone komunistycznego rządu w Polsce zmuszony do przekazania jego wysłannikom kluczy do konsulatu. Pracował w firmie American Express oraz pomagał polskim emigrantom (m.in. zorganizował 12 stypendiów w kilku uniwersytetach tzw. Ivy League). Współpracował z Catholic Charities archidiecezji nowojorskiej koncentrując się na emigrantach przyjeżdżających z Europy Wschodniej.
Ożeniony z Jadwigą Boguszewicz, Sybiraczką, uczennicą polskich szkół w Isfahanie.
W 1988 został odznaczony przez prezydenta RP na uchodźstwie Krzyżem Oficerskim Orderu Odrodzenia Polski za wybitną wieloletnią pracę niepodległościową i społeczną wśród Polonii Amerykańskiej.
W 1989, po przemianach ustrojowych w Polsce, przekazał nowemu konsulowi w Nowym Jorku pieczęć (z orłem w koronie) przedwojennego konsulatu. Uhonorowany przez władze III Rzeczypospolitej. Pod koniec życia kilkakrotnie odwiedzał Polskę.